# Theo Jansen (kunstenaar)
Theodorus Gerardus Jozef (Theo) Jansen (Den Haag, 17 maart 1948) is een in Nederland wonend en werkend kunstenaar-uitvinder. Hij is vooral bekend om zijn strandbeesten, zelfstandig lopende kinetische constructies vervaardigd van onder meer pvc-buizen. Daarnaast is Jansen zanger en gitarist in de band Mbungo Express.

## Loopbaan
Jansen studeerde van 1967 tot 1975 natuurkunde aan de toenmalige Technische Hogeschool Delft. Na het verlaten van deze opleiding besloot hij verder te gaan als kunstenaar. De eerste zeven jaar schilderde hij. In 1980 bouwde hij een vliegende schotel van vijf meter doorsnede, met flitsende lichten en een piepend geluid, die hij over Delft liet vliegen en zo de stad in beroering bracht.
In 2020 werd Jansen benoemd tot lid van de Akademie van Kunsten.

## Strandbeesten
De strandbeesten waarmee Jansen bekend is geworden, waren in eerste instantie bedoeld om het strand en duinlandschap te beïnvloeden. Geïnteresseerd in het mechanisme van de evolutie probeerde hij met de computer zijn ontwerpen te selecteren, zoals dieren in de evolutie worden geselecteerd. Het eerste dier dat hij zo construeerde was de Animaris vulgaris, het 'gewone' (vulgaris) 'dier' (animal) 'van de zee' (maris). Dit van pvc-buizen en plakband gemaakte strandbeest kon nog niet lopen. Gaandeweg raakte Jansen geïnteresseerd in de looptechniek waarmee de strandbeesten zich zouden kunnen verplaatsen. Omdat wielen op zand geen goede grip hebben, werkt een loopbeweging beter, maar deze beweging levert een schommelend strandbeest op. Met behulp van een simulatie van evolutie kon de computer een loopmechaniek ontwerpen waarbij de loper niet schommelt en zich toch soepel over zand kan bewegen. Latere generaties strandbeesten bewogen op de wind, konden zand verplaatsen, ontwikkelden ingenieuze loopbewegingen en konden uiteindelijk op luchtdruk in PET-flessen ("opgeslagen wind") zelfstandig lopen. Voor latere strandbeesten gebruikte Jansen ook andere materialen dan pvc, zoals karton en houten planken voor de Animaris Spissa- en Animaris Rhinoceros-generatie. Uiteindelijk wil Jansen het dier "Ios" in kuddes over het strand laten lopen, waar zij hun eigen leven kunnen leiden.

## Publicaties
Van 1986 tot en met 2008 had Jansen een column in de Volkskrant. Enkele hiervan verschenen in boekvorm onder de titel Klimmen in lucht. In 2002 was hij de eerste winnaar van een oeuvreprijs bij de Witteveen+Bos-prijs voor Kunst+Techniek. in 2004 werd zijn Animaris rhinoceros transport in de Amsterdamse Albardagracht geplaatst, in 2014 verhuisde het naar de Ookmeerweg.
Jansen publiceerde in 2007 het boek De Grote Fantast over het ontstaansproces van de strandbeesten. Over zijn werk verscheen in december 2014 het fotoboek Strandbeest: The Dream Machines of Theo Jansen van de Russisch-Amerikaanse fotograaf Lena Herzog, die Jansen zeven jaar volgde en fotografeerde tijdens het creëren van zijn strandbeesten.

## Onderscheidingen
In november 2016 kreeg Jansen de onderscheiding Briljanten Kunstenaar van het Jaar 2017. In november 2017 werd hij Kunstenaar van het jaar 2018. In 2018 ontving hij de Haagse Cultuurprijs.

## Publiek optreden
Jansen hield op de TED-bijeenkomst van maart 2007 een presentatie over zijn strandbeesten.
Hij gaf op 11 november 2008 op het Vliegende Hollanders 2008 Science & Technology Summit een presentatie van zijn werk.
Op 5 november 2009 gaf hij bij de uitreiking van de Delft Design & Engineering Award 2009 een presentatie met het thema Creating new forms of life.

## Afbeeldingen

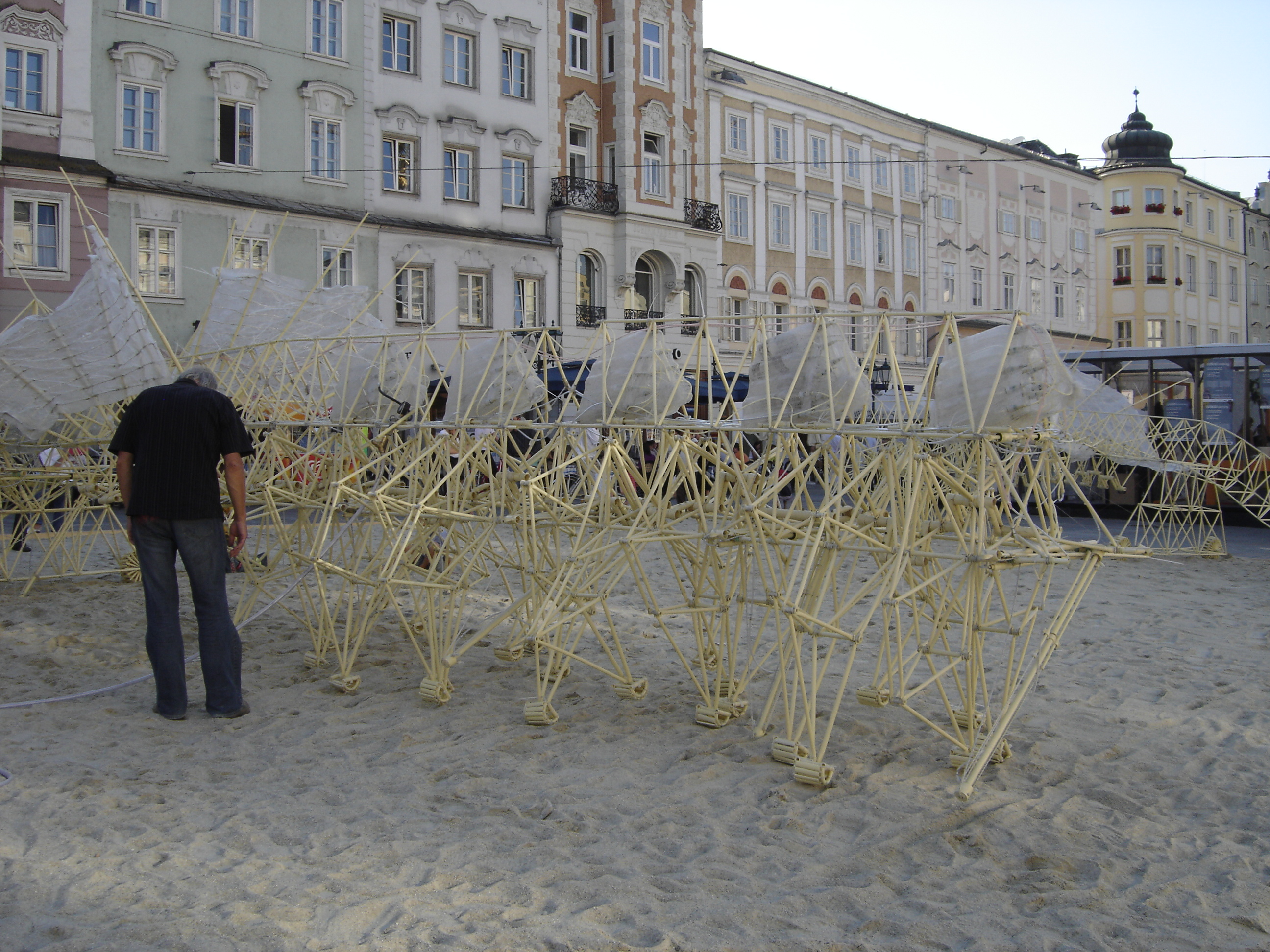
Een van Theo Jansens strandbeesten
- Theo Jansen herstart een van zijn strandbeesten, Delft (2016)
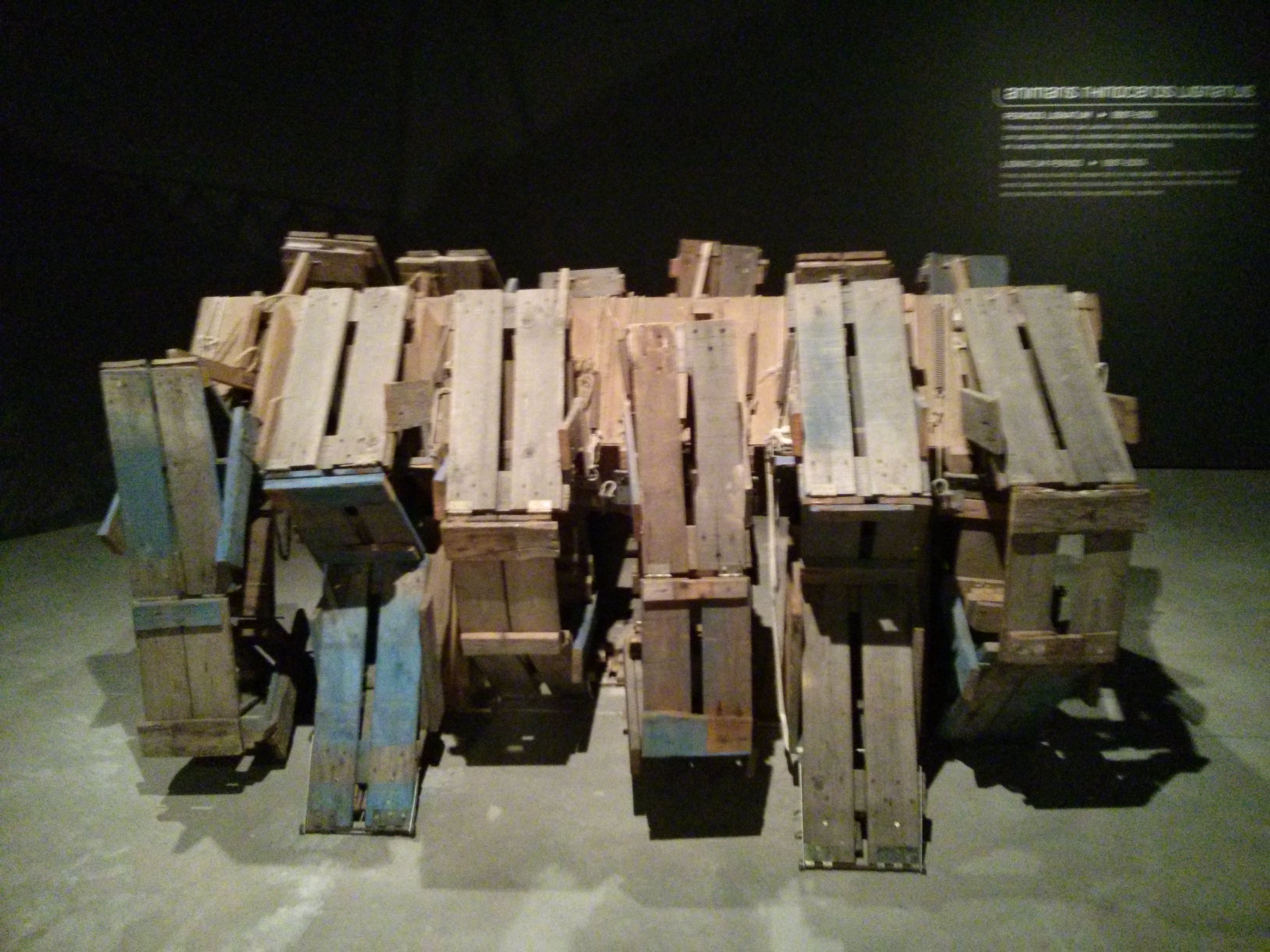
De Animaris Rhinoceros Lignatus, gemaakt van houten planken, Madrid (2015)